# Partido Comunista de Eslovaquia (1939)
El Partido Comunista de Eslovaquia (en eslovaco: Komunistická strana Slovenska, KSS) fue un partido comunista en Eslovaquia. Fue fundado en mayo de 1939, cuando fue creada la República Eslovaca, como la rama eslovaca del Partido Comunista de Checoslovaquia (KSČ). Cuando Checoslovaquia fue restablecida como un estado unificado, el KSS se mantuvo como un partido separado durante un tiempo (1945–1948). El 29 de septiembre de 1948 se reunificó con el KSČ y continuó existiendo como una "unidad territorial organizacional del KSČ en el territorio de Eslovaquia". Su órgano oficial (principal periódico de Eslovaquia en ese tiempo) era el Pravda.

## Historia
El KSS funcionó como una rama regional KSČ, no como una institución política independiente. La estructura orgánica del KSS era un reflejo del KSČ: los congresos del KSS, cuyas sesiones duraban varios días, se llevaban a cabo cada 5 años (antes del congreso del KSČ), para elegir a los miembros del Comité Central y miembros candidatos, y se elegía un presidium, un secretariado y un Primer Secretario (líder del partido).
Los primeros secretarios más importantes fueron Alexander Dubček (1963-1968) y Jozef Lenárt (1970-1988). Después del congreso de marzo de 1986 el presidium del KSS consistía de 11 miembros; el secretariado incluía, además de Lenárt, 3 secretarios y 2 miembros; y el Comité Central tenía 95 miembros plenos y 36 miembros candidatos. El partido tenía en 1986 su propia Comisión Central de Control y Auditoría, otras 4 comisiones y 12 departamentos.
El KSS dejó de existir en 1990 después de la Revolución de Terciopelo, cuando se transformó en un independiente partido socialdemócrata, el Partido de la Izquierda Democrática (SDL). La mayoría de miembros del partido fundaron la Dirección Socialdemocracia, que se separó del KSS en 2000. Un nuevo Partido Comunista de Eslovaquia fue fundado en 1992, mediante la fusión del Partido Comunista de Eslovaquia-91 y la Liga Comunista de Eslovaquia.
El 4 de noviembre de 2020 fue adoptada una enmienda de la ley adoptada en 1996 que considera el Partido Comunista de Eslovaquia en los años 1948 - 1989 una organización criminal.

## Líderes

### Líderes del partido (1944–1990)
- 1944–1945: Karol Šmidke
- 1945–1951: Štefan Bašťovanský
- 1951–1953: Viliam Široký
- 1953–1963: Karol Bacílek
- 1963–1968: Alexander Dubček
- 1968: Vasiľ Biľak
- 1968–1969: Gustáv Husák
- 1969–1970: Štefan Sádovský
- 1970–1988: Jozef Lenárt
- 1988–1990: Ignác Janák

### Primeros ministrosde laRepública Socialista Eslovaca(1969–1990)
- 1969: Štefan Sádovský
- 1969–1988: Peter Colotka
- 1988–1989: Ivan Knotek
- 1989: Pavel Hrivnák
- 1989–1990: Milan Čič

## Elecciones al Parlamento de Eslovaquia
| Fecha | Líder              | Votos                      | %                          | Diputados | +/-         | Estatus   |
| ----- | ------------------ | -------------------------- | -------------------------- | --------- | ----------- | --------- |
| 1946  | Karol Šmidke       | 489.596 (#2)               | 30,61                      | 31/100    |             | Gobierno  |
| 1948  | Štefan Bašťovanský | Parte del Frente Nacional. | Parte del Frente Nacional. | 75/100    | 44          | Gobierno  |
| 1954  | Karol Bacílek      | Parte del Frente Nacional. | Parte del Frente Nacional. | 47/103    | 28          | Gobierno  |
| 1960  | Karol Bacílek      | Parte del Frente Nacional. | Parte del Frente Nacional. | 34/87     | 13          | Gobierno  |
| 1964  | Alexander Dubček   | Parte del Frente Nacional. | Parte del Frente Nacional. | 58/92     | 24          | Gobierno  |
| 1971  | Jozef Lenárt       | Parte del Frente Nacional. | Parte del Frente Nacional. | 102/150   | 44          | Gobierno  |
| 1976  | Jozef Lenárt       | Parte del Frente Nacional. | Parte del Frente Nacional. | 102/150   | Sin cambios | Gobierno  |
| 1981  | Jozef Lenárt       | Parte del Frente Nacional. | Parte del Frente Nacional. | 102/150   | Sin cambios | Gobierno  |
| 1986  | Jozef Lenárt       | Parte del Frente Nacional. | Parte del Frente Nacional. | 103/150   | 1           | Gobierno  |
| 1990  | Peter Weiss        | 450.855 (#4)               | 13,35                      | 22/150    | 81          | Oposición |